# Йоханес Хестерс
Йоханес Хестерс (на нидерландски: Johannes Heesters) е немски актьор от нидерландски произход, певец-тенор, естраден артист с 87-годишна кариера (предимно на немска сцена). От 1936 година живее в Германия. Има австрийско гражданство. През 1997 година е включен в книгата на Гинес като най-възрастният действащ, все още активен актьор.
Той остава артист и изпълнител на световно ниво и със световна слава, продължавайки да се появява на сцена и в телевизионни предавания и в последната си година от живота си, продължил 108 години..